# 贝纳法尔塞斯
贝纳法尔塞斯，是西班牙卡斯蒂利亚-莱昂巴利亚多利德省的一个市镇。总面积17平方公里，总人口99人（2001年），人口密度6人/平方公里。